# Mesoptyelus nengyosanus
Mesoptyelus nengyosanus är en insektsart som beskrevs av Matsumura 1942. Mesoptyelus nengyosanus ingår i släktet Mesoptyelus och familjen spottstritar. Inga underarter finns listade i Catalogue of Life.